# Acanthochondria clavata
Acanthochondria clavata – gatunek widłonoga z rodziny Chondracanthidae. Opisał go w 1896 roku brytyjski lekarz i zoolog Percy William Bassett-Smith, nadając mu nazwę Chondracanthus clavatus.